# Ivan Urgant
Ivan Andreevič Urgant (in russo Ива́н Андре́евич У́ргант?; in ebraico איוואן אנדרייביץ' אורגנט‎?; Leningrado, 16 aprile 1978) è un conduttore televisivo, attore e musicista russo con cittadinanza israeliana.

## Biografia
Nato a Leningrado in una famiglia di attori, è figlio di Andrei Urgant e Valeriya Kiseleva; i nonni paterni erano gli attori Nina Urgant e Lev Milinder. Il cognome Urgant, di origine estone, deriva dal padre di Nina, Nikolai Andreyevič Urgant, maggiore della NKVD di Luga e figlio di Hindrik Urgand, nato a Räpina. Dopo circa un anno dalla nascita di Ivan, la famiglia si è separata e Ivan visse con la madre e il patrigno, l'attore di Leningrado Dmitri Ladygin.
Ivan ha studiato alla Scuola di musica per bambini n. 18 di Leningrado, poi al Ginnasio del Museo statale russo. Si è diplomato all'Accademia di arti teatrali di Stato di San Pietroburgo. Dopo aver ricevuto la sua formazione di attore, Ivan non si è però dedicato al teatro come professione principale, ma ha lavorato come cameriere, barista e poi come ospite in spettacoli notturni nei club. Nel 2018, è stato riportato che aveva preso la cittadinanza israeliana.
Nel 1999, Urgant iniziò a lavorare presso stazioni radiofoniche di San Pietroburgo. Inoltre, è apparso in televisione, è stato il conduttore del programma Petersburg Courier su Canale 5. Più tardi, fu trasferito a Mosca e continuò la sua carriera alla radio, prima alla Radio Russa, e poi a Hit-FM.
Nel maggio 2001, Ivan è apparso per la prima volta alla televisione di Mosca, sul canale televisivo MTV Russia. Ha ricevuto poi un invito ad un casting quando Olga Shelest e Anton Komolov erano alla ricerca di una coppia di conduttori con cui fare squadra nello show Cheerful Morning. Dal 2002, dopo la partenza della squadra originale di VJ di "MTV Russia", ha iniziato ad ospitare i programmi Total Show ed Expresso.
Dal 2003 al 2005 ha partecipato a diversi progetti televisivi su Rossija 1: è stato il conduttore del programma televisivo People's Artist and Pyramid. Dal 2005 lavora su Pervyj kanal, dove è conduttore televisivo nei programmi Gusto, Večernij Urgant, Prozhektorperiskhilton (Projector Paris Hilton) e Bolshaya Raznica Inoltre conduce spesso cerimonie di premiazione.
A partire dal 2006, Urgant è apparso con Vladimir Posner nella serie di documentari di viaggio intitolata Viaggi di Pozner e Urgant. Nel 2007, 2009, 2010, 2011, 2014, 2015 e 2016, Urgant è stato premiato con il TEFI. Il 16 maggio 2009 ha presentato la finale dell'Eurovision Song Contest 2009 con l'ex partecipante russa all'Eurovision 2000 Alsou. Nel dicembre 2017 Urgant è stato uno dei padroni di casa del World Cup Team Draw Show 2018 della FIFA, con Gary Lineker e Maria Komandnaya. Nel 2012 ha pubblicato un album discografico dal titolo Estrada. 

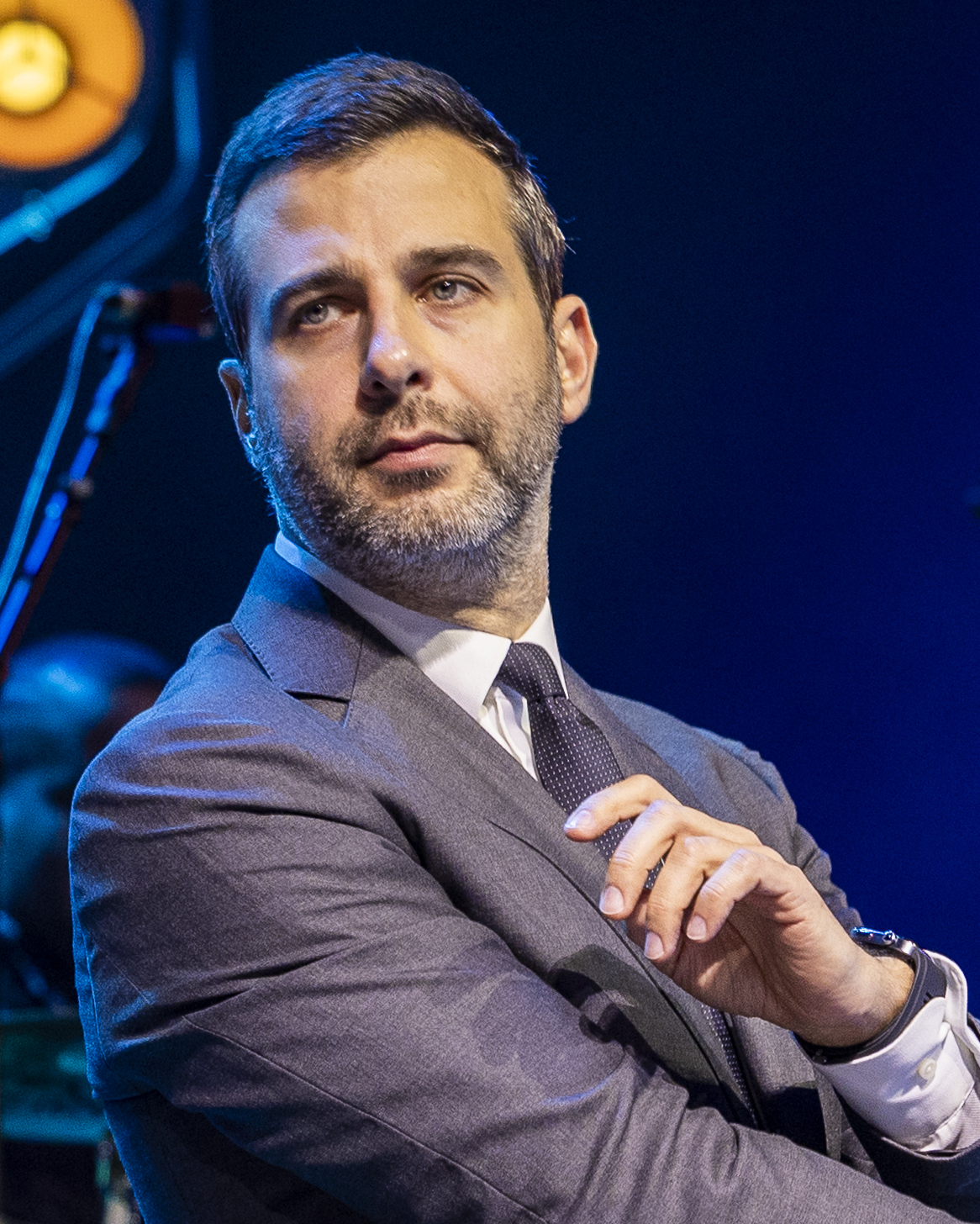
Ivan Urgant nel 2025.

Urgant ha guadagnato notorietà in Italia grazie alla conduzione di Ciao 2020 e Ciao 2021, due spettacoli andati in onda in occasione di capodanno 2021 e 2022 su Pervyj Kanal. Gli spettacoli erano interamente condotti in italiano da Urgant che, insieme ad altri presentatori e cantanti russi, ha scherzosamente replicato i programmi televisivi italiani degli anni ottanta, in particolare il Festival di Sanremo, che erano diventati popolari in quegli anni in Unione Sovietica. Proprio in seguito al successo di Ciao 2020, il 14 settembre 2021 l’Ambasciatore italiano Pasquale Terracciano ha conferito a Ivan Urgant l’onorificenza di Cavaliere dell’Ordine della Stella d'Italia presso l'Ambasciata d'Italia a Mosca.
Il 24 febbraio 2022, poche ore dopo l'inizio dell'invasione russa dell'Ucraina, Urgant ha postato sui social un messaggio in cui condannava lo scoppio del conflitto; a partire da quella sera, il suo programma Večernij Urgant è stato rimosso dal palinsesto. Dopo qualche settimana, tramite un post pubblicato sui social, ha fatto sapere di essersi preso una "vacanza" in Israele, Paese di cui ha la cittadinanza, insieme ai suoi famigliari, senza tuttavia rendere noto se intendesse tornare o meno in Russia. Qualche tempo dopo, Pervyj Kanal ha trovato un sostituto per la conduzione del suo programma serale, che è tornato in onda a partire da settembre 2022.